# Порхомовский, Александр Алексеевич
Александр Алексеевич Порхомовский (ивр. אלכסנדר פורחומובסקי‎; род. 12 августа 1972, Москва) — российский и израильский легкоатлет, специалист по бегу на короткие дистанции. Выступал за сборные России и Израиля по лёгкой атлетике в 1991—2002 годах, обладатель бронзовых медалей Игр доброй воли и чемпионата Европы, многократный победитель и призёр первенств национального значения, действующий рекордсмен России в беге на 50 метров, участник летних Олимпийских игр в Сиднее. Представлял Москву. Мастер спорта России международного класса. Также известен как спортивный функционер и менеджер.

## Биография
Александр Порхомовский родился 12 августа 1972 года в Москве.
Начал заниматься лёгкой атлетикой в 1986 году в Школе им. братьев Знаменских, выступал за МГФСО, Профсоюзы и КСК «Луч» (Москва). Проходил подготовку под руководством тренеров И. Е. Литовченко и А.П. Пушкова.
Впервые заявил о себе на международном уровне в сезоне 1991 года, когда вошёл в состав советской национальной сборной и побывал на юниорском европейском первенстве в Салониках, где одержал победу в эстафете 4 × 100 метров.
В 1992 году был лучшим в беге на 100 метров на чемпионате России в Москве.
В 1993 году завоевал золото в беге на 60 метров на зимнем чемпионате России в Москве, в той же дисциплине дошёл до стадии полуфиналов на чемпионате мира в помещении в Торонто. На летнем чемпионате России в Москве победил в беге на 100 метров и в эстафете 4 × 100 метров, тогда как на Кубке Европы в Риме занял в тех же дисциплинах второе и третье места соответственно. Участвовал в чемпионате мира в Штутгарте, но здесь попасть в число призёров не смог.
В феврале 1994 года на соревнованиях «Русская зима» в Москве установил ныне действующий национальный рекорд России в беге на 50 метров — 5,64. Также в этом сезоне отметился выступлением на чемпионате Европы в помещении в Париже, был лучшим на дистанциях 100 и 200 метров на чемпионате России в Санкт-Петербурге, взял бронзу в эстафете 4 × 100 метров на Играх доброй воли в Санкт-Петербурге, завоевал бронзовую медаль в дисциплине 100 метров на чемпионате Европы в Хельсинки.
На чемпионате России 1995 года в Москве стал серебряным призёром в беге на 100 метров, участвовал в чемпионате мира в Гётеборге.
В 1997 году на чемпионате России в Туле выиграл серебряную медаль в индивидуальном беге на 100 метров и победил в эстафете 4 × 100 метров, стартовал на чемпионате мира в Афинах и на Универсиаде в Катании, откуда привёз награду серебряного достоинства, выигранную на дистанции 100 метров.
В 1998 году взял бронзу в беге на 60 метров на зимнем чемпионате России в Москве, победил в беге на 100 метров на летнем чемпионате России в Москве. На Кубке Европы в Санкт-Петербурге финишировал вторым в дисциплине 100 метров и занял третье место в эстафете 4 × 100 метров. Показал шестой результат на 100-метровой дистанции на чемпионате Европы в Будапеште.
В 1999 году Порхомовский принял гражданство Израиля и начиная с этого времени выступал за израильскую национальную сборную. Так, в этом сезоне он стартовал за Израиль на чемпионате мира в Севилье.
Благодаря череде удачных выступлений удостоился права защищать честь страны на летних Олимпийских играх 2000 года в Сиднее — в программе эстафеты 4 × 100 метров не смог пройти дальше предварительного квалификационного этапа.
В 2001 году представлял Израиль на чемпионате мира в Эдмонтоне, в 2002 году участвовал в чемпионате Европы в Мюнхене.
После завершения спортивной карьеры с 2003 года работал во Всероссийской федерации лёгкой атлетики, занимался организацией соревнований по лёгкой атлетике на территории России, директор международных соревнований Мемориал Знаменских, координатор Кубка мира по спортивной ходьбе 2012 года в Саранске, Командного Чемпионата Европы в Чебоксарах. Спортивный менеджер олимпийских чемпионов Ольги Каниськиной и Валерия Борчина.